# Grupa Błagojewa
Grupa Błagojewa (ros. Благоева группа) – jedna z pierwszych organizacji socjaldemokratycznych w Rosji, założona przez Dimityra Błagojewa w latach 1883–1884. Grupa była związana z plechanowską grupą „Wyzwolenie Pracy” i w roku 1884 przyjęła nazwę „Partia Rosyjskich Socjaldemokratów” (ros. Партия русских социал-демократов).